# Marcos Aurélio (ur. 1984)
Marcos Aurélio (ur. 10 lutego 1984) – brazylijski piłkarz występujący na pozycji napastnika.

## Kariera piłkarska
Od 2001 roku występował w União Barbarense, ECUS, Vila Nova, Ituano, Bragantino, Athletico Paranaense, Santos FC, Brasa, Shimizu S-Pulse, Coritiba, SC Internacional, Sport Recife, Jeonbuk Hyundai Motors, EC Bahia, Ceará, CRB i Luverdense.